# ノーラ・エフロン
ノーラ・エフロン（Nora Ephron、1941年5月19日 - 2012年6月26日）は、アメリカ合衆国ニューヨーク州出身の脚本家・映画監督である。
ロマンティック・コメディの名手として知られ、いずれもメグ・ライアンが主演となった『恋人たちの予感』(1989年)、『めぐり逢えたら』(1993年)、『ユー・ガット・メール』(1998年) で知られている。これまで3回アカデミー賞候補になっている。

## 来歴
両親共に脚本家で（父はヘンリー・エフロン、母はフィービー・エフロン）2人の姉妹も脚本家（エイミー・エフロン、デリア・エフロン）。ユダヤ系で、ビバリーヒルズで育つ。
ジャーナリストを志しウェルズリー大学で学び(学位政治学)、インターンとしてホワイトハウスに入ったこともある。エスクァイア誌、ニューヨークマガジン誌、ニューヨーク・ポストに寄稿し、エッセイ集『乱交パーティーのウォールフラワー』（1970年）はベストセラーになりエッセイストとして活躍した。
著名なジャーナリスト、ウォーターゲート事件のカール・バーンスタインとの離婚が大きな話題となり、その離婚を題材にした小説『ハートバーン』が出版された後、エフロンは共同脚本の処女作『シルクウッド』（1983年）でアカデミー賞にノミネートされる脚本家となった。
カール・バーンスタインと結婚していた時期を題材にしたマイク・ニコルズ監督、エフロン脚本の映画「心みだれて」(1986年)も制作した。
その後、『恋人たちの予感』(1989年)、『めぐり逢えたら』(1993年)で、計3回脚本賞にノミネートされた。
1992年、妹のデリア・エフロンと共同脚本で『ディス・イズ・マイ・ライフ』で監督としてデビュー、翌1993年にトム・ハンクスとメグ・ライアン共演の『めぐり逢えたら』が大ヒット、その後2人の再共演が話題となった1998年『ユー・ガット・メール』が自身最高の興行収入を記録するなど、ハリウッドを代表する女性監督の一人として活躍した。
脚本家時代を加えるとメグ・ライアンとは通算4度タッグを組んでおり、特に『恋人たちの予感』『めぐり逢えたら』『ユー・ガット・メール』はライアンとエフロン双方の代表作となっており、また2人がロマンティック・コメディの女王・名手などの異名を馳せるようになった作品群となっている。また、メリル・ストリープとも3度タッグを組んでおり、その内2回で彼女はアカデミー賞の主演女優賞候補となっている。
2012年6月26日、白血病のため死去。71歳没。

## 脚本とフィルモグラフィー
- シルクウッド Silkwood (1983) 脚本
 (第56回1984年アカデミー賞脚本賞ノミネート)
- 心みだれてHeartburn  (1986) 脚本
- 恋人たちの予感 When Harry Met Sally...  (1989) 脚本
(第62回1990年アカデミー賞脚本賞ノミネート）
- マイ・ブルー・ヘブン My Blue Heaven (1990) 脚本
- ディス・イズ・マイ・ライフ This Is My Life  (1992)　監督・脚本
- めぐり逢えたら Sleepless in Seattle  (1993)　監督･脚本
(第66回1994年アカデミー賞脚本賞ノミネート)
- ミックス・ナッツ/イブに逢えたら Mixed Nuts  (1994)　監督･脚本
- マイケル Michael  (1996)　監督･脚本
- ユー・ガット・メール You've Got Mail  (1998)　監督･脚本
- ラッキー・ナンバー Lucky Number  (2000)　監督・製作
- 電話で抱きしめて Hanging Up  (2000) 脚本・製作
- 奥さまは魔女 Bewitched  (2005)　監督･脚本
- ジュリー&ジュリア Julie & Julia (2009)　監督・脚本

## 著書
- ハートバーン Heartburn （『心みだれて』原作、ノラ・エフロン名義、松岡和子訳、河出書房新社、1986年）ISBN 978-4309200880
- ママのミンクは、もういらない（『アメリカ・コラムニスト全集』） Crazy Salad Plus Nine （ノラ・エフロン名義、小沢瑞穂訳、東京書籍、1992年） ISBN 978-4487761371
- 首のたるみが気になるの I Feel Bad About My Neck: And Other Thoughts on Being a Woman （阿川佐和子訳、集英社、2013年、のち集英社文庫、2017年）ISBN 978-4087734843